# 2001: A Space Odyssey (película)
2001: A Space Odyssey (conocida como 2001: Odisea del espacio en Hispanoamérica y 2001: Una odisea del espacio en España) es una película de culto británico-estadounidense del género ciencia ficción y épica dirigida por Stanley Kubrick y estrenada el 3 de abril de 1968. Marcó un hito por su estilo de comunicación visual, sus revolucionarios efectos especiales, su realismo científico y sus proyecciones vanguardistas.
Fue producida por Kubrick para la Metro-Goldwyn-Mayer y contó con Victor Lyndon como productor asociado. El guion fue escrito por el propio Kubrick y por el novelista Arthur C. Clarke, basándose en un cuento de este último titulado El centinela, escrito en 1948 y publicado originalmente en la revista 10 Historias de Fantasía, en 1951. Al igual que las cintas clásicas de los años 1960, la película conserva la grandeza técnica y los valores de producción de la era dorada de Hollywood, además del respaldo presupuestario de un estudio perteneciente a dicha época. Sin embargo, su enfoque experimental y filosófico también la sitúa como parte de la transición hacia el Nuevo Hollywood. En ese sentido, Kubrick logra una síntesis entre el sistema de estudios y el cine de autor, convirtiendo a la película en un puente entre ambas épocas del cine estadounidense.
Su trama se centra en un equipo de astronautas que trata de seguir las señales de radio emitidas por un extraño monolito hallado en la Luna y que parece ser obra de una civilización extraterrestre. El reparto está integrado por Keir Dullea como Dave Bowman, Gary Lockwood como Frank Poole, Douglas Rain como la voz de HAL 9000 y William Sylvester como el doctor Heywood Floyd. 
Es una película de ciencia ficción multitemática, que aborda temas como la evolución humana, la tecnología, la inteligencia artificial y la vida extraterrestre. Se caracteriza por un notable realismo científico, por sus revolucionarios efectos especiales, por algunas de sus ambiguas imágenes, en algunos casos surrealistas e incluso psicodélicas. La banda sonora incluye música de Richard Strauss (la introducción de Así habló Zaratustra), Johann Strauss Jr. (El Danubio azul), György Ligeti y Aram Jachaturián. La dirección y diseño de los efectos visuales fueron obra de Kubrick y estuvieron supervisados por Wally Veevers.
La cinta se estrenó el 6 de abril de 1968 en el Cinerama Theatre Broadway de la ciudad de Nueva York. En un inicio, recibió críticas polarizadas, destacándose sobre todo sus efectos visuales y la abstracción de la trama, lo que los críticos tomaron como uno de los puntos débiles de la película. Pero, en la actualidad, es una de las películas más aclamadas de la cinematografía estadounidense y mundial. Sus avanzados efectos especiales la hicieron acreedora de un premio Óscar en dicha categoría. En 1991, la película fue considerada «cultural, histórica y estéticamente significativa» por la Biblioteca del Congreso de Estados Unidos y seleccionada para su preservación en el National Film Registry.
Forma parte, además, del AFI's 10 Top 10 en la categoría de «ciencia ficción».

## Argumento
La secuencia del filme inicia con 2 minutos y 57 segundos de pantalla en negro con una banda sonora intrigante e inquietante la cual hace alusión a la nada misma, que es en sí el preludio de los eventos por venir. Seguido de esto vemos el logo de la Metro Goldwyn Mayer con su característico león para así dar paso a la imagen de la Tierra ascendiendo sobre la Luna, mientras que el Sol asciende a su vez sobre la Tierra, todos en alineación. En este momento comienza a escucharse la composición musical Así habló Zaratustra, de Richard Strauss, la misma que acompaña, en su mayoría, la primera parte de la película, titulada El amanecer del hombre.

### El amanecer del hombre
El segmento presenta la vida cotidiana de un grupo de primates antrópicos en una árida sabana (todo sugiere, como la ciencia lo comprueba, una sabana casi desértica con casi todas las probabilidades en lo que hoy es África) unos 4 millones de años  AP donde se les observa husmeando en busca de alimento y conviviendo social y aparentemente de forma pacífica. Después, uno de los miembros de esta manada es atacado y muere por un leopardo. Se muestra su disputa con otros grupos de primates muy similares por poder beber el agua barrosa de una charca y por el espacio vital, pero sin llegar al contacto físico. Se muestra cómo estos primates viven en constante estado de alerta, temen a la oscuridad nocturna y a sus  depredadores, por lo que descansan con sueño nervioso en el fondo de una pequeña cueva.
En un amanecer, despertado por extrañas vibraciones acústicas, uno de los primates encuentra enfrente del refugio el monolito, un ladrillo de Euler o bloque ortoédrico perfecto de color negro de varios metros de altura con proporciones 1x4x9, que provoca la alarma en el grupo y un primer momento de confusión y miedo. Al poco tiempo, se acercan y, confiando prudentemente, llegan incluso a acariciarlo como reverenciándolo. A la postre, uno de los simios parece razonar y escalar del instinto a un nivel de inteligencia y se da cuenta de cómo utilizar un hueso como herramienta y arma, al tiempo que se observan flashbacks mentales del monolito, sugiriéndose que este ha motivado ciertos cambios en la conducta de los primates y les ha dado cierto grado de conciencia sobre los recursos disponibles para sobrevivir, debido a que ahora los monos son capaces de matar animales y comer carne. A la mañana siguiente le arrebatan el control de la charca a la otra manada, matando de un certero golpe en el cuello en el proceso al líder de la manada rival, usando el hueso como arma. Exultante con su triunfo, el primate vencedor lanza su hueso al aire, produciéndose una enorme elipsis temporal en la narración: el hueso que asciende en el aire pasa a convertirse en un satélite espacial que surca el espacio entre la Tierra y la Luna en el año 1999.

### TMA-1 (Anomalía Magnética de Tycho no. 1)

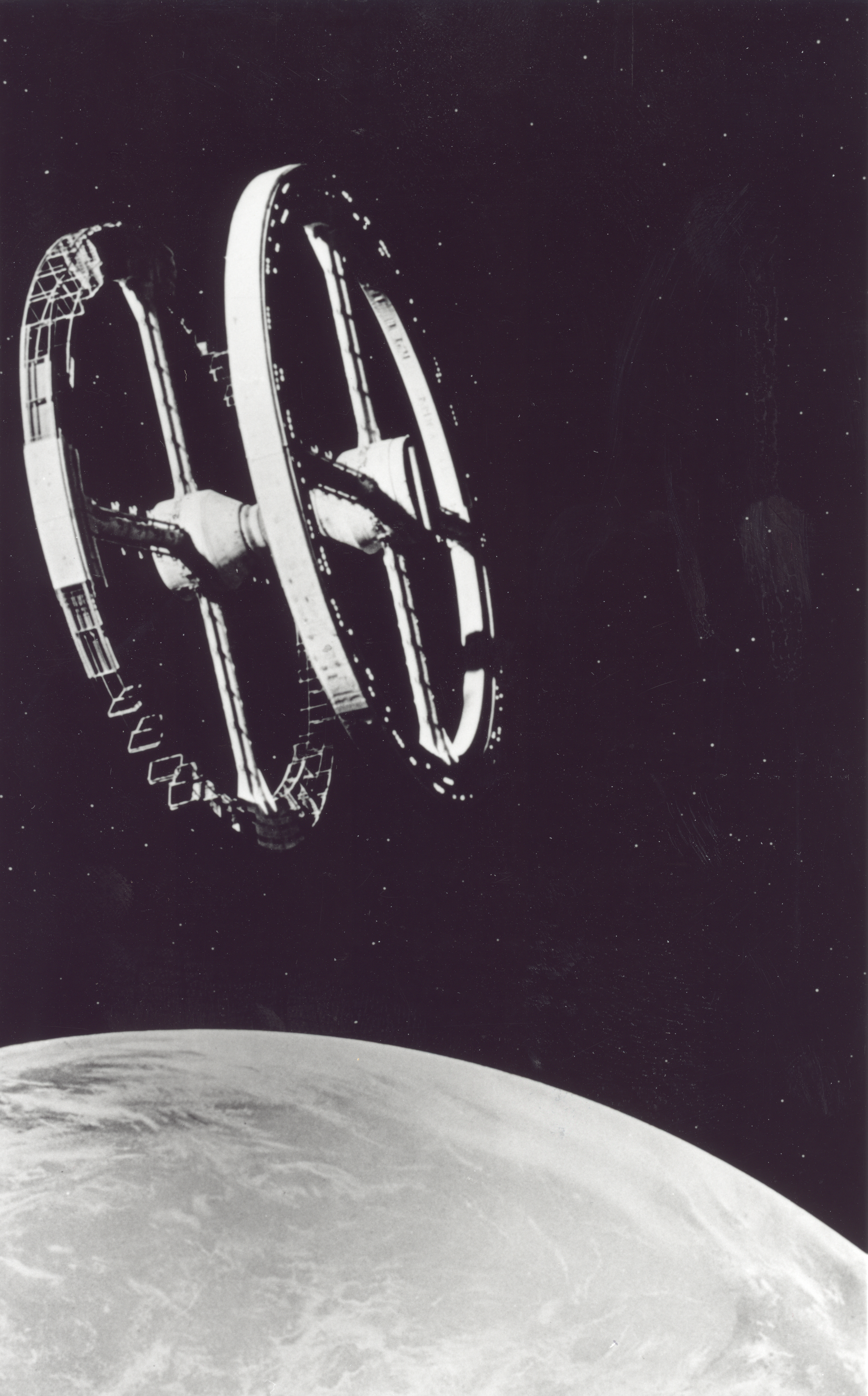
La estación espacial con forma toroide que aparece en la película.

En 1999, el doctor Heywood Floyd viaja de la Tierra a la Luna en un Orión III, un avión cohete símil de transbordador espacial con aspecto muy futurista que recuerda a los proyectos de aviones de pasajeros supersónicos e hipersónicos diseñados en la segunda mitad de los 1960 (el vehículo lleva la insignia de la entonces importante aerolínea hegemónica de la época, hoy desaparecida en los 1990, Pan Am), que lo eleva hasta una estación espacial en torno al planeta Tierra. Mientras viaja como único pasajero, Floyd, dormido, deja escapar un bolígrafo que flota ingrávido, y una azafata le asiste y se lo regresa a su bolsillo. Se inicia la fase de aproximación a la estación espacial.
Esta estación espacial es enorme y tiene forma de doble rueda tórica que gira en torno a un cilindro, en el cual tienen su sección central el hangar de aterrizaje. Debido a la fuerza centrífuga, la zona de la estación que corresponde a la "rueda", al rotar, tiene una simulada gravedad artificial. La maniobra de aproximación es una coreografía espacial asistida por computadores de navegación con la música de El Danubio azul, de Johann Strauss II. En la estación espacial la vida se hace en uno de los anillos exteriores circulares (el otro se muestra en construcción), que poseen gravedad debido a la fuerza centrífuga de la rotación del conjunto, mientras que en la parte central, donde está el hangar para las naves, esta rotación no provoca gravedad. Durante su estancia, el Dr. Floyd realiza una videoconferencia con su hija en la Tierra, y luego mantiene un encuentro con varios científicos de otros países (incluida la Unión Soviética), en el que le preguntan sobre la extraña incomunicación con la base estadounidense de Clavius, y si son ciertos los rumores que apuntan a una epidemia en ella. Floyd cortésmente, pero con convicción, declina brindar detalles sobre el asunto a los soviéticos (y, por ende, también a los espectadores). 
Después el doctor Floyd continúa el viaje a la Luna en un transbordador Aries B1B, una gran nave semi esférica blanca con capacidad de alunizar, y de nuevo, el alunizaje se convierte en una coreografía tecnológica acompañada de El Danubio azul: la gran nave tripulada semiesférica que aluniza asistida por sus ordenadores ingresa en un gigantesco hangar subterráneo con plataforma o mejor dicho excavado bajo la superficie de la Luna, descendiendo hasta la zona de descenso de la tripulación por una especie de gigantesco elevador.
Seguidamente en esa base lunar, en el interior para estar protegidos de la radiación del sol y el espacio, el doctor Floyd sostiene una reunión con altos miembros del Consejo Nacional de administración de las operaciones mineras en la Luna y devela que lo de la epidemia es solo un ardid, que se ha mantenido para apaciguar y alejar a los soviéticos de ese lugar de la Luna, y allí se revela el misterio: el doctor Floyd ha viajado para hacerse cargo de la investigación del descubrimiento de un monolito negro de perfecta forma ortoédrica (la misma clase de monolito que apareció en la escena inicial) y superficie lisa, que se hallaba enterrado en el cráter Tycho y que se descubrió durante un análisis magnético de la superficie lunar, por lo que fue bautizado como TMA-1 (Tycho Magnetic Anomaly #1 o "Anomalía magnética de Tycho número 1"). Hasta el momento el monolito se había resistido a cualquier tipo de análisis de su estructura o de sus características y tampoco había demostrado ningún tipo de actividad. Lo que quedaba claro es que se trataba de algo fabricado por una civilización extraterrestre avanzada, que había sido enterrado intencionadamente y que era la primera prueba real de la existencia de vida extraterrestre, por lo que se debía mantener en secreto de momento.
Así, viajan en un vehículo de transporte de superficie lunar (bastante similar a los de la serie Space: 1999) hasta la excavación y bajan a pie hasta el nivel del monolito, maravillándose al ver y tocar algo tan perfecto, plano, opaco e insondable. En ese momento está amaneciendo en esa parte de la Luna y el monolito, al recibir el primer rayo de sol desde que fue enterrado, emite una potente señal acústica que deja aturdidos a los presentes en la señal de radio de sus comunicaciones.

### Misión a Júpiter

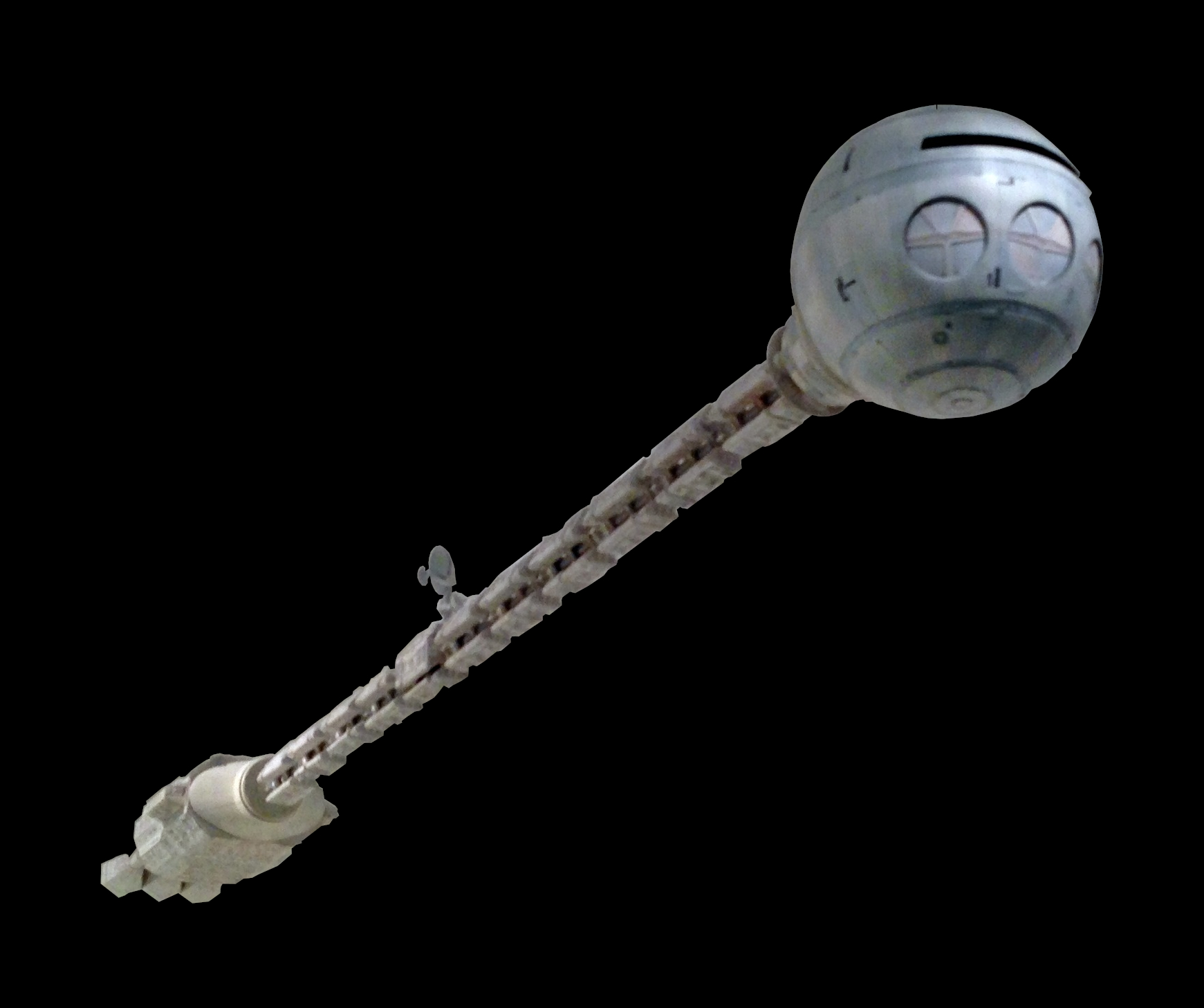
Maqueta de la nave Discovery 1

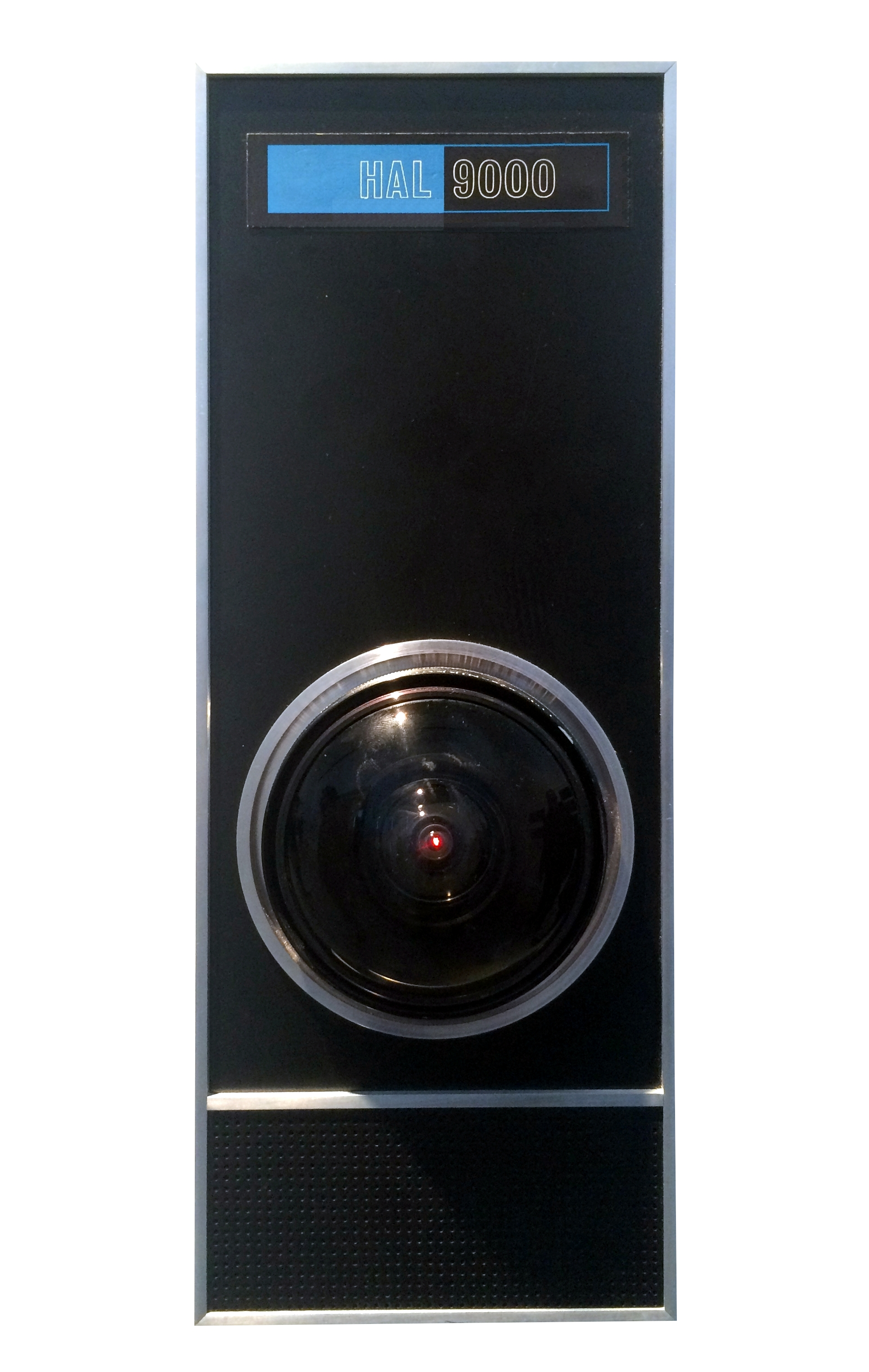
El "ojo" de HAL 9000.

En el año 2001 la enorme nave espacial Discovery 1 viaja hacia Júpiter con cinco tripulantes de Estados Unidos, tres en hibernación y dos despiertos, David Bowman y Frank Poole, y un supercomputador de última generación y con capacidad de tomar sus propias decisiones sin consultar con los humanos, llamado HAL 9000, heurísticamente programado, de tipo mainframe con «ojos» (cuyas lentes son de tipo ojo de pez con capacidad de percepción IR) y «oídos» en toda la nave, que gobierna la misma utilizando inteligencia artificial, lo que le permite comunicarse con los humanos mediante el habla. Una de las características de HAL-9000 es su voz neutra, modulada y cuyos diálogos reflejan un atisbo de reconocimiento del comportamiento emocional humano.
La vida a bordo es monótona: los dos tripulantes que no están aparentemente «muertos», hibernados criónicamente o más probablemente en animación suspendida, únicamente comen, duermen, hacen algo de ejercicio, juegan al ajedrez con HAL, comunican regularmente cómo se desenvuelve la misión, mantienen triviales conversaciones personales con sus conocidos de la Tierra (con un delay o retraso de 7 minutos debido a la distancia) y poco más. Nada se dice acerca de la misión, más allá de que se trata una exploración del entorno de Júpiter, y no hay ninguna conversación que mencione a TMA-1 o algo relacionado. La música en esta etapa del film es distinta a las etapas anteriores, el tema es Gayane: IV, Adagio de Gaynes, interpretada por la Filarmónica de Leningrado y Gennady Rozhdestvensky que infunde un ambiente de incertidumbre angustiante y de soledad en el espacio.
Poco antes de llegar al punto de destino, HAL 9000 se siente preocupado por la misión, pregunta a David Bowman si no tiene dudas sobre la misión y su secretismo, pero al responder este negativamente (es decir, al vacilar el humano al responder al superordenador), HAL se auto interrumpe para anunciar un fallo en una unidad de comunicaciones (la antena de comunicación) que podría dar lugar a la pérdida de la conexión con la Tierra. David Bowman es autorizado a realizar un EVA y sale del Discovery en una de las tres pequeñas cápsulas autónomas Grumman DC-3 EVA Podz singles esféricas, armadas con brazos de manipulación y después sale de esta en un paseo espacial para reemplazar la unidad teóricamente averiada: un circuito integrado de la antena de alta ganancia o antena parabólica que de manera sincrónica mantiene comunicada a la nave espacial con los centros en la Tierra. Cuando regresa al interior, y al escanearla, todos los análisis de la unidad del circuito muestran un funcionamiento correcto y desde el control de la misión, con un computador gemelo a HAL, tampoco encuentran ningún fallo, lo que pone en entredicho la fiabilidad de HAL 9000. Esto sobresalta a los astronautas, pero lo ocultan a HAL 9000.
Bowman y Poole simulan tener una emergencia en una de la cápsula de exploración Grumman DC-3 EVA Podz en el hangar, se encierran en privado y apagan todos los micrófonos, para analizar —sólo ellos dos— la posibilidad de desconectar las funciones superiores de HAL, por una falla que puede poner en peligro la misión, pero la supercomputadora consigue enterarse leyéndoles los labios. HAL vuelve a diagnosticar el fallo futuro de la unidad reemplazada, tomándose la decisión de volver a dejar la original para comprobar si acaba fallando o no, pero a la vez confirmando los problemas de fiabilidad de HAL. En este caso, es Poole el que sale a realizar la sustitución, y cuando ha salido de la cápsula de exploración esférica, HAL toma el control de la misma y la abalanza sobre él, asesinándolo al provocar la despresurización de su traje espacial y enviándolo lejos del Discovery.
Bowman en lo inmediato, no tiene claro qué ha pasado, HAL finge no saberlo y Poole no responde, por lo que Bowman se introduce precipitadamente (olvidando el casco) en otra de las cápsulas del hangar y sale a rescatar a su compañero. Con Bowman fuera de la nave principal, HAL provoca dolosamente otra avería y provoca la muerte de los tripulantes hibernados en la nave. Bowman consigue llegar hasta Poole, pero ya está muerto, así que lo recoge con los brazos del módulo que comanda y regresa al Discovery. Sin embargo, HAL no obedece su orden de abrir el hangar, imposibilitándole entrar y haciéndole notar que sin el casco de su traje espacial la excursión podría ser mortal para él. Bowman decide entonces intentar una maniobra arriesgada que HAL no cree que pueda conseguir: abandona a Frank Poole en el espacio, abre con los brazos articulados del módulo la puerta exterior de emergencia del Discovery (cuya apertura, al ser manual, escapa al control de HAL) y coloca la escotilla de su nave orientada hacia ella. Tras ello, activa la voladura de emergencia de su escotilla, siendo lanzado hacia el interior del Discovery, donde consigue presurizar la cámara de acceso cerrándola.
Ya con casco, para evitar una despresurización provocada por HAL en el interior de la nave y al comprobar una falla en su sistema que pone en peligro su vida, la de la misión y asesina a todos los tripulantes, Bowman va a desconectarlo y durante el recorrido HAL se manifiesta emocionalmente y parece querer explicar lo sucedido, disculpándose por todo y pidiendo no ser desconectado. David consigue entrar en la sala de memoria funcional que contiene las funciones principales de HAL, y conforme va extrayendo sus tarjetas de memoria una a una, poco a poco se van desconectando las funciones de HAL, que suplica compasión, pero cada vez con más problemas de comunicación hasta que parece retornar a sus funciones primordiales y primera programación, que incluye una canción (Daisy, Daisy, de Harry Dacre, 1892) y, por fin, se desactiva. Al quedar desconectado HAL, se pone en marcha una videograbación del Dr. Floyd que pone al corriente a David Bowman de cuál es su verdadera misión: la investigación del origen de la señal de radio recibida por el monolito TMA-1 en 1999, emitida desde un punto cercano a una de las lunas de Júpiter.

### Monolito: un portal del tiempo
Unos meses después, David Bowman llega a los alrededores del planeta Júpiter en el Discovery, con HAL desconectado y sale de la nave principal, en una de las naves esféricas a investigar un enorme monolito negro que orbita la luna Ío y que fue el origen de la señal similar a la del TMA-1 en 1999. No parece haber interacción alguna, pero de pronto, al acercarse hacia él, el monolito que parecía sólido toma el aspecto de una puerta rectangular y oscura. A través de esta «puerta-monolito», David comienza en el pequeño módulo espacial un viaje extraño y alucinante, por unos paisajes que parecen psicodélicos. Sin embargo lo que se observa como aparentemente psicodélico es posiblemente el conjunto de imágenes que alguien tendría de gran parte del universo si viajara a velocidades cercanas a la velocidad de la luz o incluso a velocidades superlumínicas, percibidas con cambios cromáticos debidos al efecto Doppler y en ocasiones vagamente familiares.
La escena cambia repentinamente y Bowman se encuentra dentro de la pequeña nave, pero, a la vez, en el interior de una extraña habitación decorada de un modo sobriamente estilizado al estilo Luis XVI cuyo piso está iluminado por paneles electro fluorescentes a modo de baldosas que brillan con color blanco. Bowman sale de la nave, intentando entender qué es aquello. En la extraña lujosa sala aparece una mesa elegante pero muy sobriamente servida. Finalmente, en una rápida sucesión, se ve a sí mismo en un espejo cada vez más viejo. Pese a ello Bowman, ya sin el traje de astronauta y vistiendo una especie de albornoz, o más precisamente bata de baño verde oliva oscuro, un color similar al tapizado de los muebles de la sala, se sienta a comer tranquila y solitariamente. Luego, debilitado por el acelerado envejecimiento, uno de sus brazos tropieza con una copa de cristal con lo que parece ser agua, que cae al suelo y se rompe. 
Posteriormente aparece moribundo en una lujosa cama y frente a él reaparece, brillando, el monolito y Bowman, tan envejecido que tiene aspectos corporales casi infantiles, señala con uno de sus dedos índices al monolito. Repentinamente, Bowman toma la forma de un feto dentro de una esfera transparente en la cama de aquella habitación, pasando luego a flotar en el espacio sideral sobre la Tierra en la escena que constituye un apoteósico final que, como al principio, utiliza la música de Así habló Zaratustra, de Richard Strauss.
En palabras del propio director para un medio de comunicación japonés en los años 1980, el final de la película representa la captura de David Bowman por parte de los creadores del monolito, quienes crean un ambiente de confinamiento virtual, supuestamente adecuado para él en un lugar en el espacio, para luego devolverlo con poderes sobrehumanos. Esto pone fin a décadas de incertidumbre sobre las muy diversas interpretaciones que han dado al desconcertante final de la película.

## Música
La película cuenta con música de Richard Strauss (la introducción de Así habló Zaratustra), Johann Strauss hijo (El Danubio azul) y György Ligeti, que acompañan las imágenes del espacio. Alex North compuso una obra musical para la película, pero Stanley Kubrick no la incluyó, aunque salió a la luz de la mano de Jerry Goldsmith 25 años después. La dirección y diseño de los efectos visuales fueron obra de Kubrick, siendo supervisados por Wally Veevers.
Stanley Kubrick utilizó la música de Ligeti sin solicitar permiso ni abonar derechos de autor, por lo que el compositor debió presentar una denuncia a pesar de la admiración que mostró por la película. Kubrick incluyó en la banda sonora hasta cuatro obras de Ligeti: Réquiem, Lux Aeterna, Atmosphères y Aventures. Réquiem es la obra que acompaña las apariciones del monolito y también es la micropolifonía de Ligeti la que suena durante el abstracto viaje final de David Bowman: con ello Kubrick hace realmente un recorrido por la música del siglo XX que comienza con Zaratustra y culmina con Ligeti, para volver a iniciar el ciclo con los acordes finales de la obra de Richard Strauss.

## Cámara y formato de filmación
La cámara usada en 2001: A Space Odyssey fue la Super Panavision 70 de 70 mm, que ofrecía una película dos veces más ancha que el formato habitual de 35 mm y fue rodada con un negativo de 5 perforaciones que ofrecía una relación de aspecto de 2.20:1, bajo el formato Todd-AO, que se inventó y se utilizó sobre todo en la década de los 50.
La película se presentó en cinerama para incrementar el detalle, que consiste en grabar con hasta tres cámaras sincronizadas y mostrarla con tres proyectores de 35 mm. De esta manera se creaba una imagen panorámica sobre una pantalla curvada.

## Legado
Los efectos especiales de la película, sus maquetas y sus vanguardistas elementos tecnológicos marcaron un punto de inflexión en el género y fueron un modelo a seguir para las siguientes películas y novelas del género de la ciencia ficción.
Desde su estreno, inspiró a varias producciones posteriores del género de ciencia ficción, entre ellas: La amenaza de Andrómeda, Star Wars, Blade Runner o Alien. Directores reconocidos como George Lucas o Ridley Scott han declarado que es la película que cambió y definió el género.

## Rigor científico

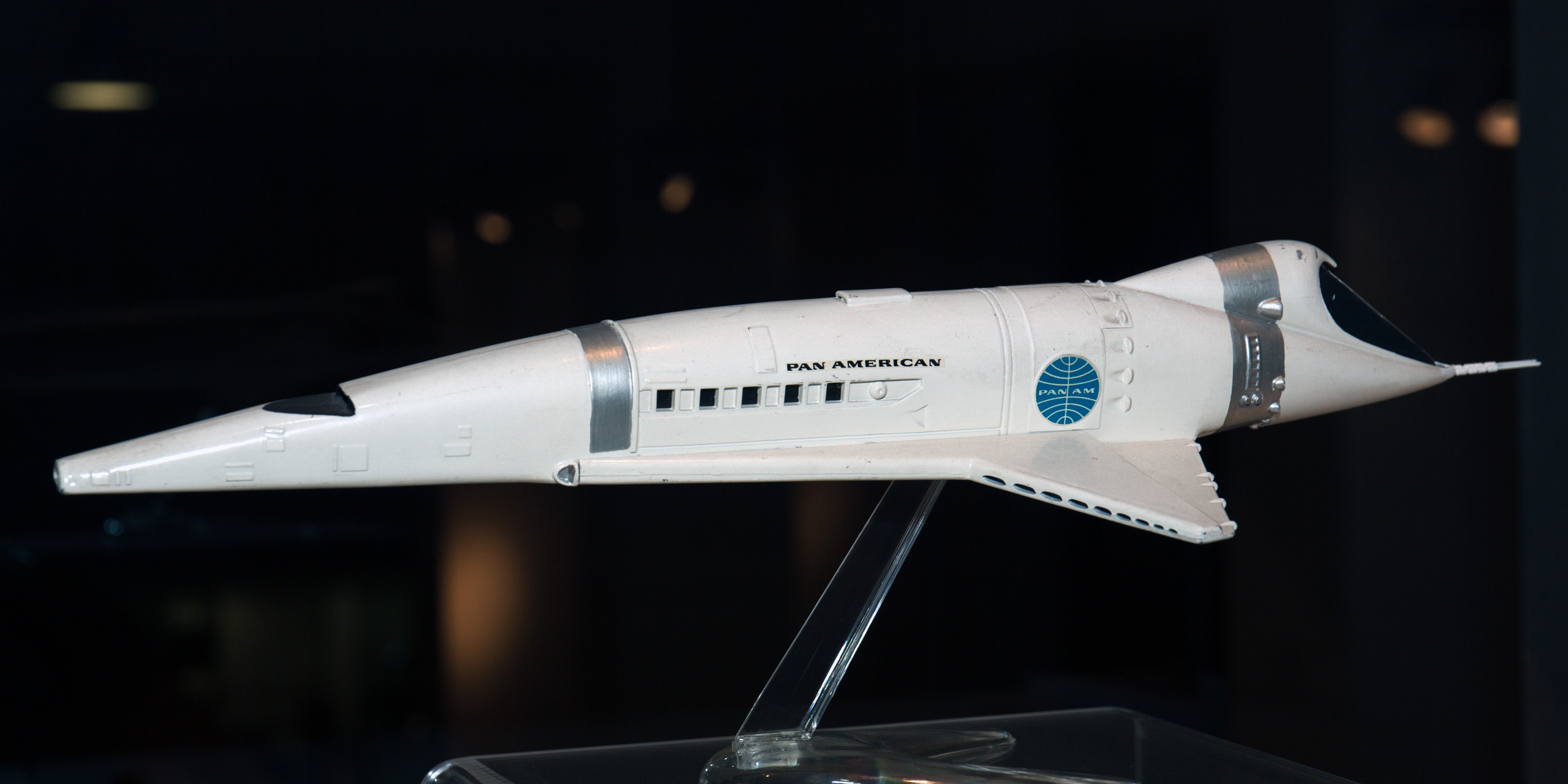
Modelo de la nave transbordador Orion III (Museo de Londres)

2001: A Space Odyssey está considerada como una de las películas de ciencia ficción más respetuosas con las leyes de la física jamás rodadas. Escenas como la del acoplamiento de la lanzadera con la estación espacial, la ausencia de sonido en el espacio y otros detalles cuidados, como el diseño de la nave Discovery, marcaron un hito en el género que marcó tendencia.
Existen sin embargo varios fallos, aunque la mayoría son debidos a las limitaciones técnicas de la época en la elaboración de efectos especiales, así como a carecer de algunos conocimientos de los que se dispondría solo tras la llegada del hombre a la Luna el 20 de julio de 1969, al año siguiente del estreno del filme.
Los siguientes son algunos fallos que se presentan en la película:
- El bolígrafo del doctor Floyd que recoge la azafata de PANAM (Heather Downham) durante el tránsito a la estación espacial no gira sobre su centro de gravedad (Se hizo el efecto con un vidrio antirreflejo que rotaba y el lápiz pegado a este).
- La estación espacial cambia el sentido de rotación durante la secuencia del acoplamiento. Este es más un error de continuidad que de física.
- El alunizaje de la cápsula en la Luna remueve el polvo causando turbulencias, algo que no debería ocurrir en un lugar sin atmósfera a no ser que las causen los gases emitidos por la cápsula durante el frenado.
- Cuando el doctor Floyd se dirige de la base Clavius a Tycho a ver el monolito, en la pequeña nave espacial de transporte hay gravedad terrestre. Igualmente, cuando los astronautas caminan por la Luna, la gravedad es terrestre, no lunar.
- Asimismo, el relieve de la Luna es exagerado. Pero es necesario recordar que la película se estrenó un año antes de la misión Apolo 11.
- Durante la entrevista realizada a medio camino de Júpiter, el entrevistador señala el hecho del retraso de la señal debido a la velocidad de la luz y explica que la entrevista ha sido montada eliminando los tiempos muertos para conveniencia del espectador. Sin embargo, la entrevista abunda en intercambios de breves fórmulas de cortesía que implicarían esperas enormes.
- En las escenas lunares, el planeta Tierra cambia de fase constantemente en cortos intervalos de tiempo.
- En las primeras escenas de los simios, el Sol aparece al fondo y, sin embargo, las sombras de estos aparecen en sentido contrario.
- Tras desconectar a HAL 9000, aparece un mensaje grabado en el que se indica que «había aparecido un monolito negro en la luna enterrado a 12 m de profundidad en las inmediaciones del cráter Cracovia».[18] Curiosamente, no aparece ningún cráter con este nombre (ni en su grafía latina Cracovia, igual a la española; ni en su grafía polaca Kraków, coincidente con la inglesa) entre la lista de los 1608 cráteres lunares denominados por la UAI. Tal singularidad solo se aprecia en el doblaje para España. Como se menciona a lo largo de esta entrada, el cráter donde se halló el monolito es Tycho, y así se muestra en su versión original en idioma inglés y en el doblaje para América Latina. Curiosamente, el nombre Tycho solo es mencionado en voz alta una única vez en toda la película, esto es en el mensaje grabado antedicho. Previamente, en la escena del autobús lunar que transporta a Floyd desde Clavius a Tycho, este último nombre puede verse en algunas de las fotografías y cartas topográficas que le son mostradas al científico por uno de sus compañeros para orientarlo sobre la ubicación del monolito y sus peculiaridades magnéticas. Las razones que motivaron este cambio de Tycho por Cracovia permanecen siendo un misterio.
- El astronauta David Bowman al hacer el intercambio de la unidad defectuosa en la antena de comunicación realiza un EVA entre la cápsula de exploración y la antena sin ningún arnés unido a una línea de vida o Unidad de Movilidad Extravehicular, lo que no es posible realizar en el espacio sin estos elementos.

## Vanguardismo tecnológico

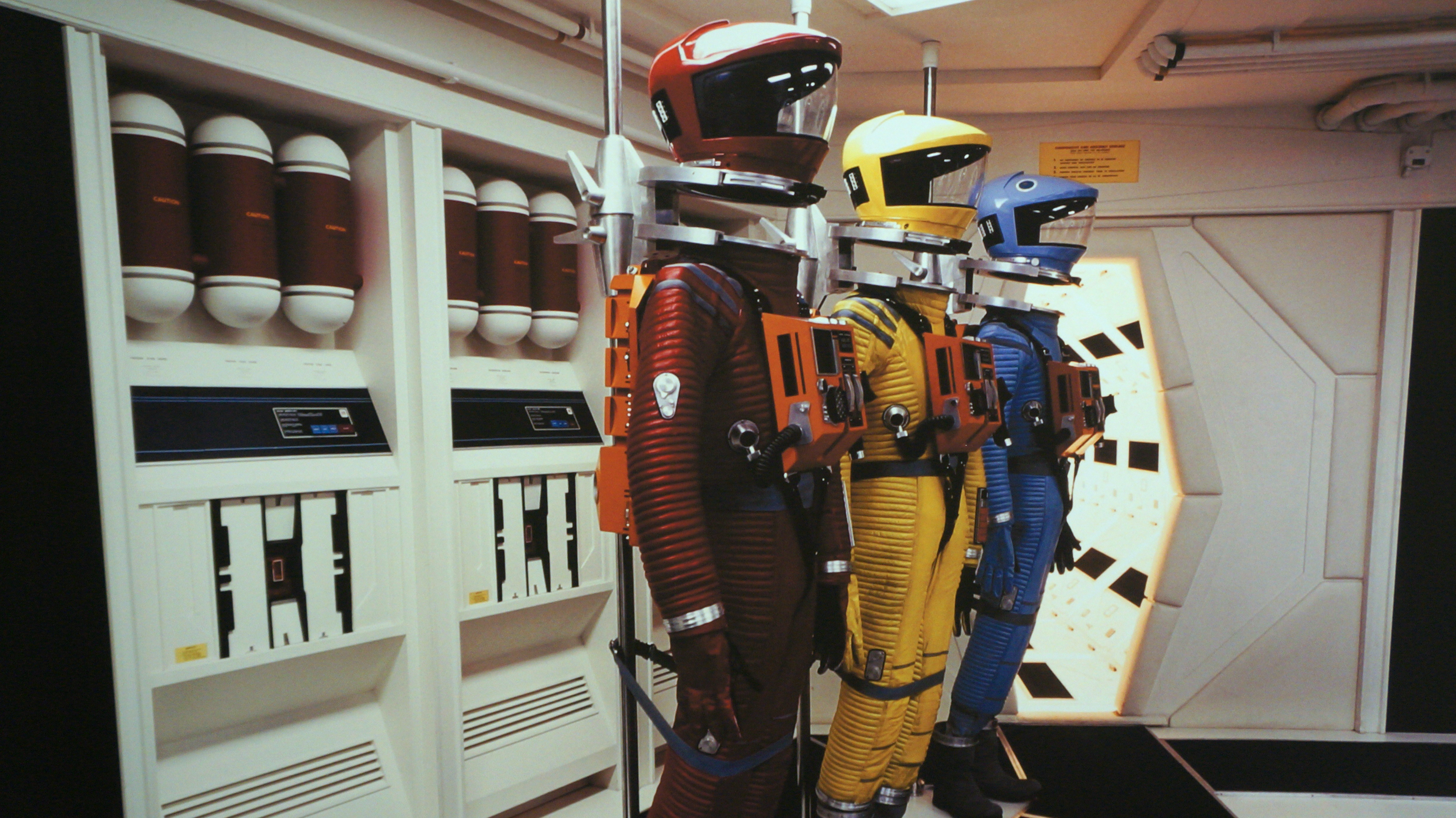
Trajes espaciales de la nave Discovery 1

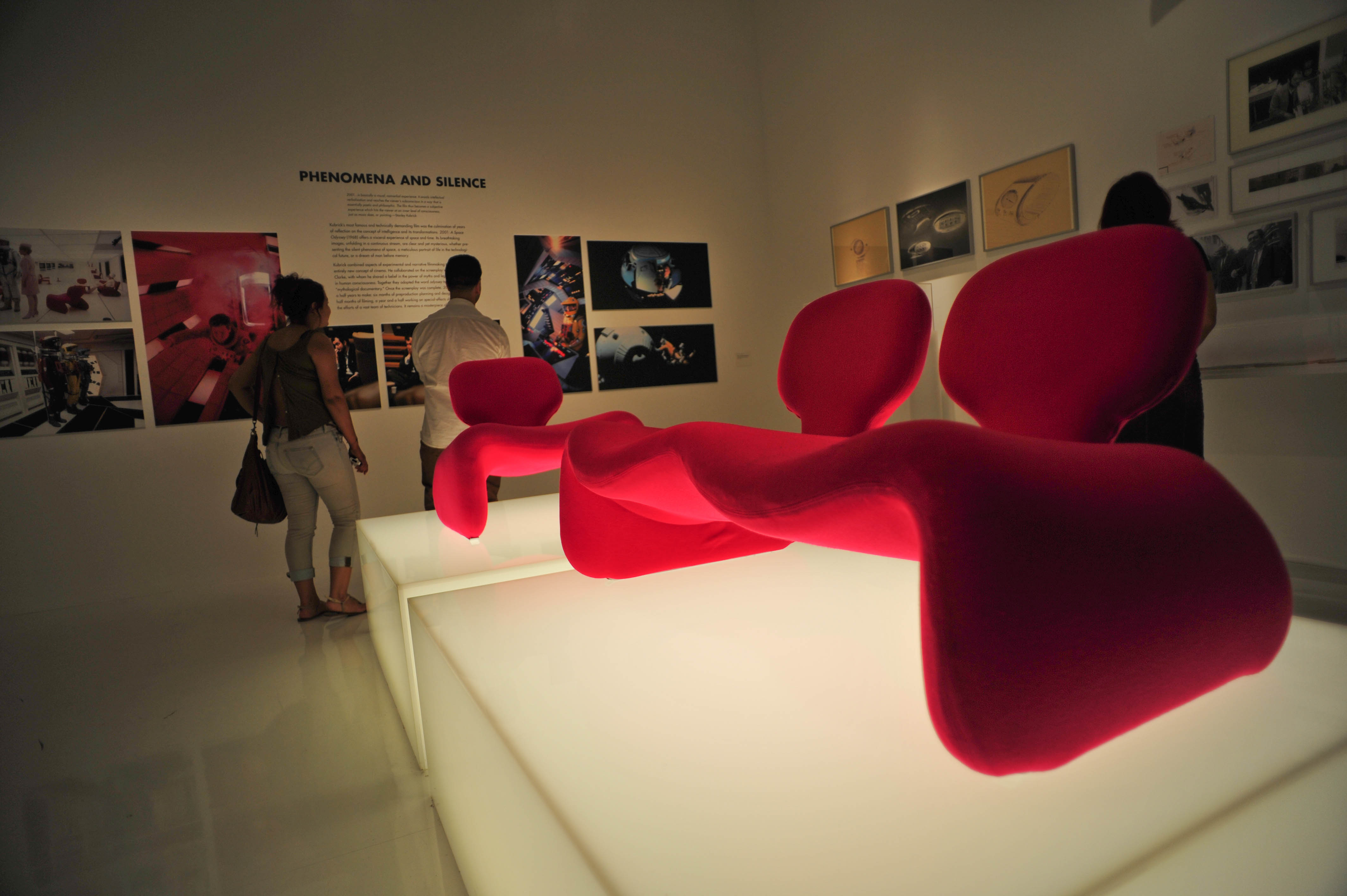
Mobiliario de la estación espacial

El film muestra varios avances tecnológicos vanguardistas que al momento del estreno del film, no existían o no estaban desarrollados u/o implementados y que aparecieron a partir de la década siguiente.
- El Dr. Floyd accede a las instalaciones de la estación espacial previo a un  reconocimiento biométrico de voz, esta tecnología tuvo su origen en 1900, pero se desarrolló como aplicación funcional en 1976 por Texas Instruments.[19]
- Gravedad artificial: El film muestra a la nave Discovery y la estación espacial con efecto de gravedad artificial por centrifugación controlada, esta tecnología espacial esencial para la salud ósea y del oído medio de los astronautas aún no está completamente desarrollada; pero su teoría sí y está comprobada. [20] La misión Gemini 11 en 1966 experimentó una simulación de GA logrando un exiguo pero prometedor resultado. La física de la GA está relacionada con la fuerza centrífuga, el Efecto Coriolis y la  aceleración lineal y se espera que las futuras misiones a Marte implementen GA en la nave de transporte con humanos.[21]
- Duplicidad de tecnología: La computadora HAL 9000 a bordo del Discovery tenía un gemelo en la tierra, SAL 9000, cuya función es contrastar el funcionamiento del equipo operativo. La Nasa con la misión de los Rover en el planeta Marte ha realizado la misma duplicidad o redundancia de sistemas para simular alternativas a problemas operativos que emergieren en la operación en terreno.[22]
- El uso de computadoras dedicadas como soporte instrumental de apoyo en sistemas de navegación aeronáutica: Fue desarrollado a partir de 1990 a petición de la Organización de Aviación Civil Internacional (OACI) e implementada por Boeing y Airbus.[23]
- El Joystick como palanca de mando (aparece en la pequeña nave de transporte de superficie lunar): Fue desarrollado por Audiosonic en 1978 e implementada en la aviónica por Airbus para sus modelos A-310 en sus últimos modelos a partir de 2000.
- La videollamada usada por el doctor Floyd en la estación: Fue desarrollada en 1992 y masificada por la firma Panasonic en 1996[24]
- Muebles funcionales símil Art Decó: La funcionalidad unida a la ergonomía solo fueron comercializados en 1996.
- Inteligencia artificial: Sus orígenes están en los años 40, pero en 1996 se considera el punto de lanzamiento de la computadora Deep Blue de la IA como consumible. La IA comenzó su real desarrollo tecnológico a partir de 2020.[25]
- Televisión a color: Su masificación empezó en 1977.
- El Horno de microondas que aparece en la consola de alimentos de la nave Discovery: Su origen como principio data desde 1945, sin embargo se desarrolló para uso doméstico a partir de 1970 en Estados Unidos.
- Alimentos procesados, en la nave de transporte espaciales que aparecen en el film, se visualiza el uso de racks de alimentos procesados como sorbetes. El uso del Plato preparado se empezó a comercializar junto con los hornos de microondas a partir de 1970.
- Las  tarjetas de memoria extraíbles que extrae Bowman del cerebro electrónico de Hal-9000 se desarrollaron en 1974 como un concepto experimental; en 1984 el Dr. Fujio Masuoka avanzó con el desarrollo de las tarjetas magnéticas EEPROM, creando las tarjetas Flash que eran extraíbles pero de muy baja capacidad, no obstante, no estuvieron comercialmente diseñadas hasta fines de 1990 bajo diferentes formatos y patentes por Panasonic, SanDisk Corporation, Sony y otros fabricantes por dar ejemplos y se masificaron a partir de 2005 en formato SD y microSD.[26]
- Las pantallas planas; pantallas de cristal líquido Las pantallas de este tipo comenzaron a desarrollarse en la década de 1960. La primera pantalla LCD funcional fue creada en 1968 por el ingeniero George H. Heilmeier. Sin embargo, las primeras aplicaciones comerciales de las pantallas LCD llegaron en la década de 1970, principalmente en relojes digitales y calculadoras.Las  más avanzadas y aptas para televisores y monitores de computadora comenzaron a aparecer en los años 90, con la popularización de las pantallas TFT-LCD (Thin-Film Transistor Liquid Crystal Display). A partir de los 2000, las pantallas planas LCD empezaron a reemplazar a los antiguos monitores CRT en computadoras y televisores. Todos esto coincidiría con las pantallas que se ven en el rodaje.

## Reparto
| Actor             | Personaje                                 | Notas         |
| ----------------- | ----------------------------------------- | ------------- |
| Keir Dullea       | Dr. David Bowman                          |               |
| Gary Lockwood     | Dr. Frank Poole                           |               |
| William Sylvester | Dr. Heywood R. Floyd                      |               |
| Douglas Rain      | HAL 9000                                  | Voz           |
| Daniel Richter    | Líder del grupo de primates               |               |
| Leonard Rossiter  | Dr. Andrei Smyslov                        |               |
| Margaret Tyzack   | Elena                                     |               |
| Robert Beatty     | Dr. Ralph Halvorsen                       |               |
| Frank Miller      | Controlador de la misión                  |               |
| Ed Bishop         | Capitán del transbordador lunar Aries B1B |               |
| Edwina Carroll    | Sobrecargo del Aries B1B                  |               |
| Penny Brahms      | Sobrecargo del Aries B1B                  |               |
| Heather Downham   | Sobrecargo del Orion III                  |               |
| Alan Gifford      | Padre de Poole                            |               |
| Ann Gillis        | Madre de Poole                            |               |
| Vivian Kubrick    | Hija de Floyd                             | No acreditado |
| Kenneth Kendall   | Anunciante de la BBC                      | No acreditado |

## Doblaje
En español internacional, se han hecho dos doblajes: el primero fue realizado en 1988 y el segundo en 2006 para la versión remasterizada en DVD. El doblaje original es utilizado en la televisión abierta, mientras que el redoblaje es el habitualmente distribuido por DVD. En cuanto al doblaje local de España, fue dirigido por José María Angelat en 1968. 
| Personaje                | Actor             | Actor de doblaje (español internacional) México (original) | Actor de doblaje (español internacional) México (redoblaje de 2006) | Actor de doblaje España |
| ------------------------ | ----------------- | ---------------------------------------------------------- | ------------------------------------------------------------------- | ----------------------- |
| Dr. David Bowman         | Keir Dullea       | Jesús Barrero                                              | Sergio Gutiérrez Coto                                               | Arsenio Corsellas       |
| Dr. Frank Poole          | Gary Lockwood     | Luis Alfonso Mendoza                                       | Yamil Atala                                                         | Manuel Cano             |
| Dr. Heywood Floyd        | William Sylvester | Rubén Moya                                                 | Pedro D'Aguillón Jr.                                                | José Luis Sansalvador   |
| HAL 9000                 | Douglas Rain      | José Lavat                                                 | Ricardo Tejedo                                                      | Felipe Peña             |
| Dr. Andrei Smyslov       | Leonard Rossiter  | Jorge Roig                                                 | ??                                                                  | Rafael Luis Calvo       |
| Dr. Ralph Halvorsen      | Robert Beatty     | Jorge Santos                                               | ??                                                                  | Joaquín Díaz            |
| Elena                    | Margaret Tyzack   | Nancy McKenzie                                             | ??                                                                  | Elsa Fábregas           |
| Presentador de la BBC    | Kenneth Kendall   | Álvaro Carcaño                                             | Raúl de la Fuente                                                   | ??                      |
| Martin Amor, Presentador | Martin Amor       | ??                                                         | Gabriel Pingarrón                                                   | Ricardo Solans          |
| Papá de Poole            | Alan Gifford      | Jaime Vega                                                 | Arturo Mercado                                                      | José María Angelat      |
| Insertos                 | N/D               | Juan Domingo Méndez                                        | N/D                                                                 | N/D                     |

## Cómic
- 2001: la odisea del espacio (8 números, alejado del argumento de la película), por Jack Kirby. Publicado por Editorial Bruguera en 1978.

## Premios y candidaturas
Óscar
| Año  | Categoría                 | Persona                                   | Resultado  |
| ---- | ------------------------- | ----------------------------------------- | ---------- |
| 1968 | Mejor director            | Stanley Kubrick                           | Candidato  |
| 1968 | Mejor guion original      | Stanley Kubrick Arthur C. Clarke          | Candidatos |
| 1968 | Mejor dirección artística | Anthony Masters Harry Lange Ernest Archer | Candidatos |
| 1968 | Mejores efectos visuales  | Stanley Kubrick                           | Ganador    |

Premios BAFTA
| Categoría                  | Persona                               | Resultado |
| -------------------------- | ------------------------------------- | --------- |
| Mejor película             |                                       | Candidata |
| Mejor director             | Stanley Kubrick                       | Candidato |
| Mejor fotografía           | Geoffrey Unsworth                     | Ganador   |
| Mejor sonido               | Winston Ryder                         | Ganador   |
| Mejor diseño de producción | Tony Masters Harry Lange Ernie Archer | Ganadores |

Medallas del Círculo de Escritores Cinematográficos
| Categoría                 | Candidatos                   | Resultado |
| ------------------------- | ---------------------------- | --------- |
| Mejor película extranjera | 2001: Una odisea del espacio | Ganadora  |

Premios Hugo
Mejor representación dramática.
- También resultó ganadora de otros cuatro premios internacionales.